# هابيل ملك الدنمرك
هابيل بن فلديمار (1218 - 29 يونيو 1252) كان دوق إشلسويق من 1232م إلى 1252، وملك الدنمرك من 1250م حتى وفاته في 1252. وهو ابن الملك فلديمار الثاني من زوجته الثانية، بيرِنجَرِية البرتغالية ، وشقيق الملكين إريك الرابع وكرستوفر الأول . 
حارب هابيلُ أخاه الملك إريك الرابع لمّا كان دوقَ إشلسويقَ؛ إذ ظنه قد حاول قتله في عام 1250م، وبعد أن أدى اليمين لتبرئة نفسه، انتخب ملكًا. وقُتل أثناء حملة عسكرية في فريزيا بعد سنتين من المُلك.
كان هابيل أقصر ملوك الدنمرك مُلكًا منذ القرن التاسع الميلادي. وهو جدّ آلِ هابيلَ دوقاتِ إشلسويق حتى عام 1375م. 